# جيني يندكفيست
جيني يندكفيست (بالسويدية: Jenny Lindqvist)‏ هي لاعبة هوكي الجليد سويدية، ولدت في 21 يوليو 1978 في ستوكهولم في السويد.

## وصلات خارجية
- جيني يندكفيست على موقع EliteProspects.com (الإنجليزية)
- جيني يندكفيست على موقع Eurohockey.com (الإنجليزية)
- جيني يندكفيست على موقع اللجنة الأولمبية الدولية (الإنجليزية)
- جيني يندكفيست على موقع أوليمبيديا (الإنجليزية)
- جيني يندكفيست على موقع اللجنة الأولمبية السويدية (السويدية)